# Pearisburg
La ville de Pearisburg est le siège du comté de Giles, dans l’État de Virginie, aux États-Unis. Lors du recensement de 2000, sa population s’élevait à 2 729 habitants.

## Source
- (en) Cet article est partiellement ou en totalité issu de l’article de Wikipédia en anglais intitulé « Pearisburg, Virginia » (voir la liste des auteurs).